# ʿĪschī bilādī
ʿĪschī bilādī (arabisch عيشي بلادي, DMG ʿĪšī bilādī ‚Lang lebe mein Land‘) ist die Nationalhymne der Vereinigten Arabischen Emirate. Die Melodie wurde 1971 von Mohammed Abdel Wahab komponiert. Für viele Jahre war die Hymne ohne Text. Erst 1986 wurde in einem Wettbewerb der heute gebräuchliche Text ausgewählt. Der Dichter ist Arif asch-Schaich Abdullah al-Hasan.

## Originaltext
عيشي بلادي عاش اتحاد إماراتنا

عشت لشعب

دينه الإسلام هديه القرآن

حصنتك باسم الله يا وطن

بلادي بلادي بلادي بلادي

حماك الاله شرور الزمان

أقسمنا أن نبني نعمل

نعمل نخلص نعمل نخلص

مهما عشنا نخلص نخلص

دام الأمان و عاش العلم يا إماراتنا

رمز العروبة

كلنا نفديك بالدما نرويك

نفديك بالأرواح يا وطن

## Transkription
ʿĪschī bilādī, ʿāsch ittiḥādu imārātinā

ʿIschta li-schaʿbin
Dīnuhu l-islāmu hadīhu l-qur'ānu

Ḥassantuki bismillāhi yā watanu
Bilādī, bilādī, bilādī, bilādī
Ḥamāki l-ilāhu shurūra z-zamāni

Aqsamnā an nabnī naʿmalu

Naʿmalu nachlasu naʿmalu nachlasu

Muhimman ʿischnā nachlasu nachlasu
Dām al-amān wa ʿāsch al-ʿalamu yā imārātī

Ramzu l-ʿurūbati

Kullunā nafdīki bid-dimā nurwikī

Nafdīki bil-arwāhi yā watanu

## Deutsche Übersetzung
Lebe mein Land, die Einheit unseres Emiraterlebens.

Du hast für eine Nation gelebt,

Dessen Religion der Islam ist und dessen Führung der Koran ist.

Ich machte dich stärker in Gottes Namen, oh Heimatland.
Mein Land, Mein Land, Mein Land, Mein Land.
Gott hat dich von dem Bösen zu allen Zeiten geschützt,

Wir haben geschworen, aufzubauen und zu arbeiten.

Arbeite aufrichtig, arbeite aufrichtig.

So lange wir leben, werden wir ernsthaft aufrichtig sein.
Die Sicherheit hat gehalten und die Flagge hat unsere Emirate aufgelebt.

Das Symbol der Araber,

Wir alle opfern uns für dich, wir unterstützen dich mit unserem Blut,

Wir opfern für dich unsere Seelen, oh Heimatland.